# Église catholique en république du Congo

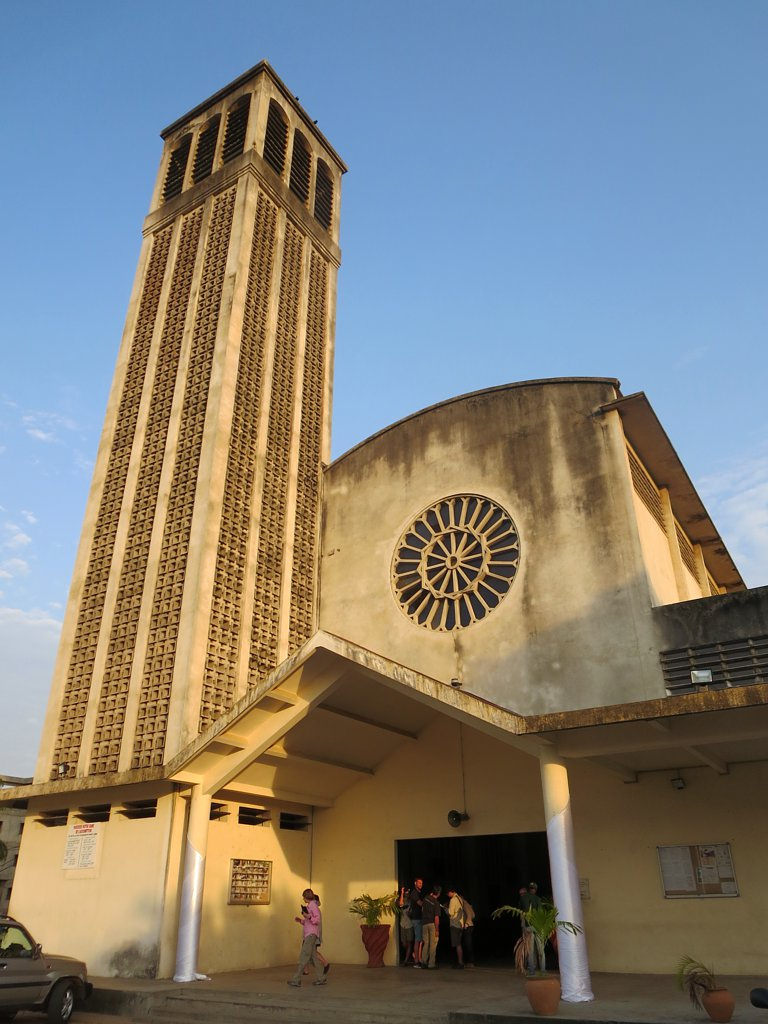
La cathédrale Notre-Dame de l'Assomption de Pointe-Noire, en République du Congo.

L'Église catholique en République du Congo comporte plus de deux millions de fidèles, soit environ la moitié de la population du pays. Le pays comporte 9 évêchés, dont trois archevêchés (Brazzaville, Owando et Pointe-Noire). Ces archidiocèses sont respectivement sous la juridiction de Bienvenu Manamika Bafouakouahou, depuis 2021, Victor Abagna Mossa et Miguel Olaveri, tous deux archevêques depuis août 2020. Le nonce apostolique en République du Congo (également nonce apostolique au Gabon (en)) est Javier Herrera Corona, depuis 2021.

## Histoire
Les premiers missionnaires catholiques arrivés sur le territoire actuel de la République du Congo sont vraisemblablement des prêtres présents dans la région côtière (ancien royaume du Kongo) à la fin du XVe siècle ou au début du XVIe siècle. La deuxième vague d'évangélisation (à laquelle participent également des missionnaires protestants) commence à la fin du XIXe siècle, et aboutit à la conversion au christianisme de la quasi-totalité de la population congolaise. Aujourd'hui, la religion catholique reste majoritaire au Congo, mais au cours des dernières décennies, les Églises dites pentecôtistes ou de réveil ont rencontré un succès croissant.

## Organisation
La Conférence épiscopale du Congo ressemble les trois provinces ecclésiastiques composées de l'Archidiocèse d'Owando, Diocèse de Ouesso,  Diocèse d'Impfondo (Province du Nord-Ouest); Archidiocèse de Brazzaville, Diocèse de Kinkala, Diocèse de Gamboma, (Province du centre); et l'Archidiocèse de Pointe-Noire, Diocèse de Nkayi, et Diocèse de Dolisie (Province du Sud-Ouesso).

## Polémique
En 2018, le pasteur pentecôtiste congolais Marcello Tunasi critique le culte marial au sein de l'Église catholique : « On ne prie pas Marie, celui qui prie Marie est dans l’idolâtrie ». En janvier 2021, il indique : « L’Église catholique est une salle d’attente de l’enfer ». Néanmoins il explique que l’Église catholique n’est pas « son ennemie »,.